# Port lotniczy Cana
Port lotniczy Cana – port lotniczy zlokalizowany w benińskim mieście Bohicon.